# Sticks and Stones (New Found Glory)
Sticks and Stones è il terzo album di studio dei New Found Glory, pubblicato l'11 giugno 2002 e certificato disco d'oro dalla RIAA il 10 settembre dello stesso anno.

## Tracce
1. Understatement – 3:11
2. My Friends Over You – 3:40
3. Sonny – 3:27
4. Something I Call Personality – 2:40
5. Head on Collision – 3:46
6. It's Been a Summer – 3:32
7. Forget My Name – 3:09
8. Never Give Up – 3:12
9. The Great Houdini – 2:46
10. Singled Out – 3:19
11. Belated – 3:05
12. The Story So Far – 26:36

Japanese bonus tracks
1. Anniversary - 2:51
2. Forget Everything - 2:36
3. Ex-Miss - 26:02

UK bonus tracks
1. Anniversary - 2:51
2. Forget Everything - 2:36
3. The Story So Far (Acoustic Version) - 26:21

### CD bonus
È stata pubblicata una versione speciale di Sticks and Stones contenente un CD bonus con due canzoni dei New Found Glory e sette di altre formazioni.
1. Head on Collision (Acoustic Version)
2. Forget Everything
3. Pride War - Further Seems Forever
4. What It Is to Burn - Finch
5. Roundabout - Tsunami Bomb
6. Static - H2O
7. Lonely Man's Wallet - The Exit
8. The Best of Me - The Starting Line
9. On My Own - Don't Look Down

## Formazione
- Jordan Pundik  – voce
- Chad Gilbert – chitarra solista, voce secondaria
- Steve Klein – chitarra ritmica
- Ian Grushka – basso
- Cyrus Bolooki – batteria

Altri musicisti
- Mark Hoppus  – basso in Something I Call Personality
- Dan Andriano – voce secondaria in Forget My Name
- Bane – voci secondarie in Something I Call Personality e Belated
- Chris Georggin – voce secondaria in Something I Call Personality
- Toby Morse – voce secondaria in Understatement
- Rusty Pistachio – voce secondaria in Understatement
- Matt Skiba – voce secondaria in Forget My Name
- What Feeds the Fire – voci secondarie in Something I Call Personality e Belated